# Simocheilus
Simocheilus es un género con 34 especies descritas de plantas fanerógamas perteneciente a la familia Ericaceae.

## Taxonomía
El género fue descrito por Johann Friedrich Klotzsch  y publicado en Linnaea 12: 236. 1838. La especie tipo no ha sido designada.

## Especies seleccionadas
| - Simocheilus acutangulus - Simocheilus albirameus - Simocheilus articulatus - Simocheilus barbiger - Simocheilus bicolor - Simocheilus carneus - Simocheilus consors - Simocheilus depressus |